# États vassaux de la papauté
Les États vassaux de la papauté sont divers États qui au fil des époques se mirent sous la vassalité du pape :
- le royaume normand de Sicile ;
- l'Angleterre, sous le règne de Jean sans Terre ;
- le royaume d'Aragon, reconnu comme vassal du pape en 1068 par Sanche Ier Ramirez. En 1204, Pierre II d'Aragon se fait couronner à Rome et rend l'hommage lige au pape Innocent III ;
- la seigneurie d'Irlande.

En 1234, le pape Grégoire X reconnaît comme fief pontifical les terres des Chevaliers Teutoniques.